# Elaeagnus conferta
Espèce
Statut de conservation UICN

 LC  : Préoccupation mineure
Elaeagnus conferta est une espèce de plantes à fleurs de la famille des Elaeagnaceae. On la trouve en Asie du Sud Est.

## Description
Elaeagnus conferta est une plante grimpante.

## Répartition
L'aire de répartition indigène de cette espèce s'étend de l'Himalaya à la Chine (Yunnan, Guangxi) et à l'ouest de la Malaisie. Ce taxon se rencontre dans les pays suivants : Bangladesh, Bhoutan, Birmanie, Chine, Inde, Indonésie, Laos, Malaisie, Népal, Viêt Nam. Il pousse principalement dans le biome tropical humide.

## Liste des variétés
Selon GBIF (16 octobre 2024) :
- Elaeagnus conferta var. conferta
- Elaeagnus conferta var. menghaiensis W.K.Hu & H.F.Chow

## Galerie

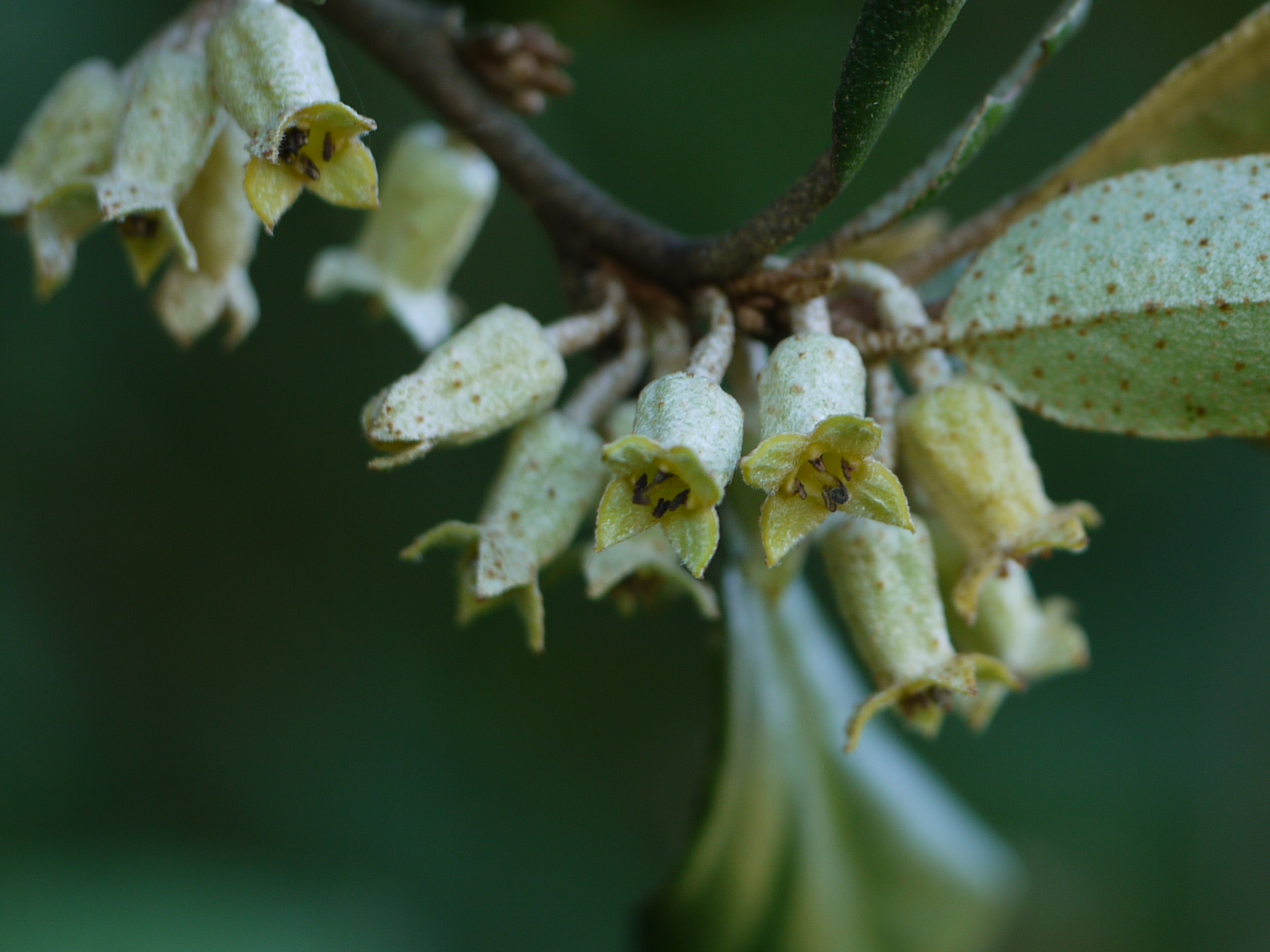
Fleurs.
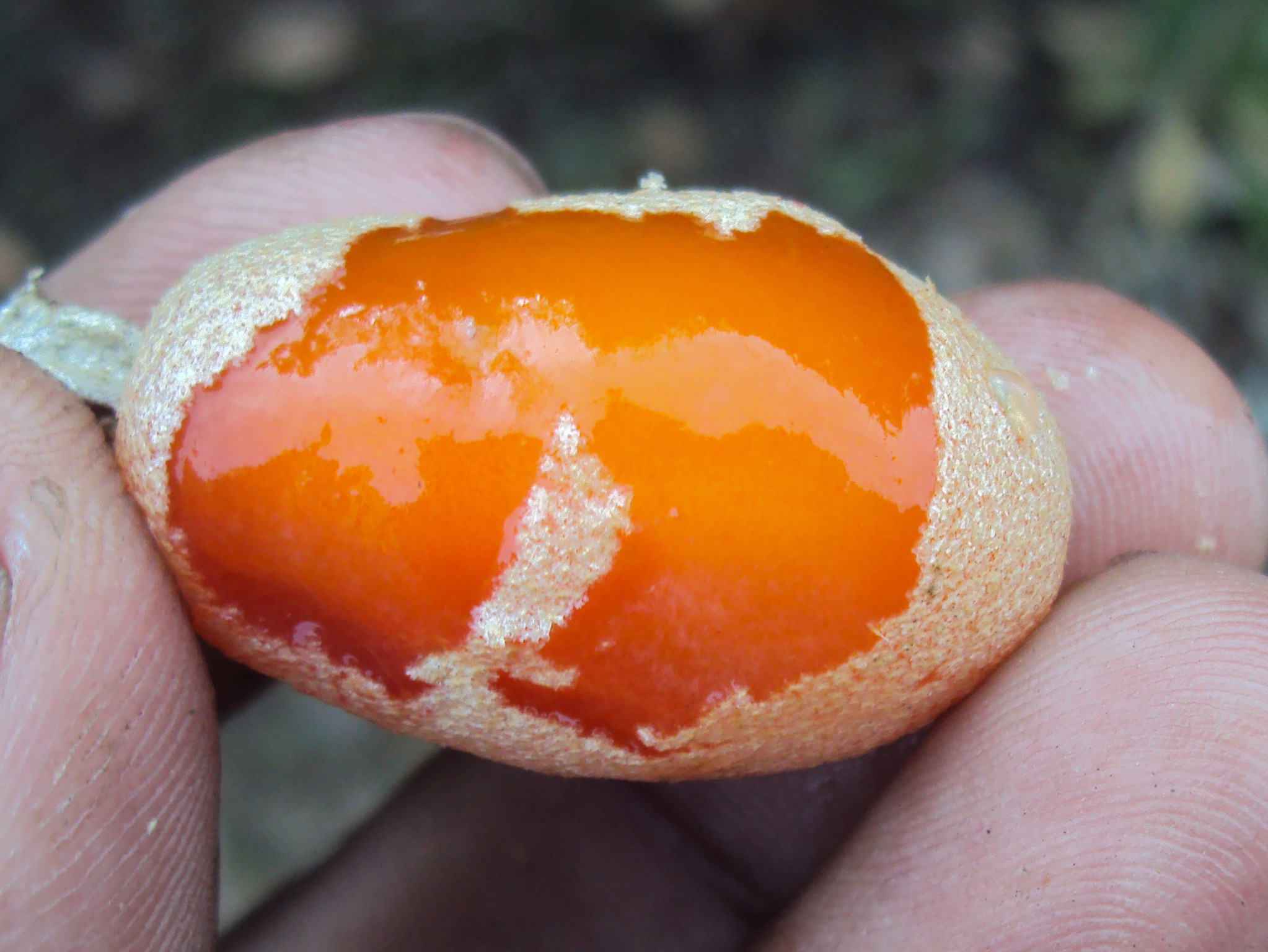
Fruit.
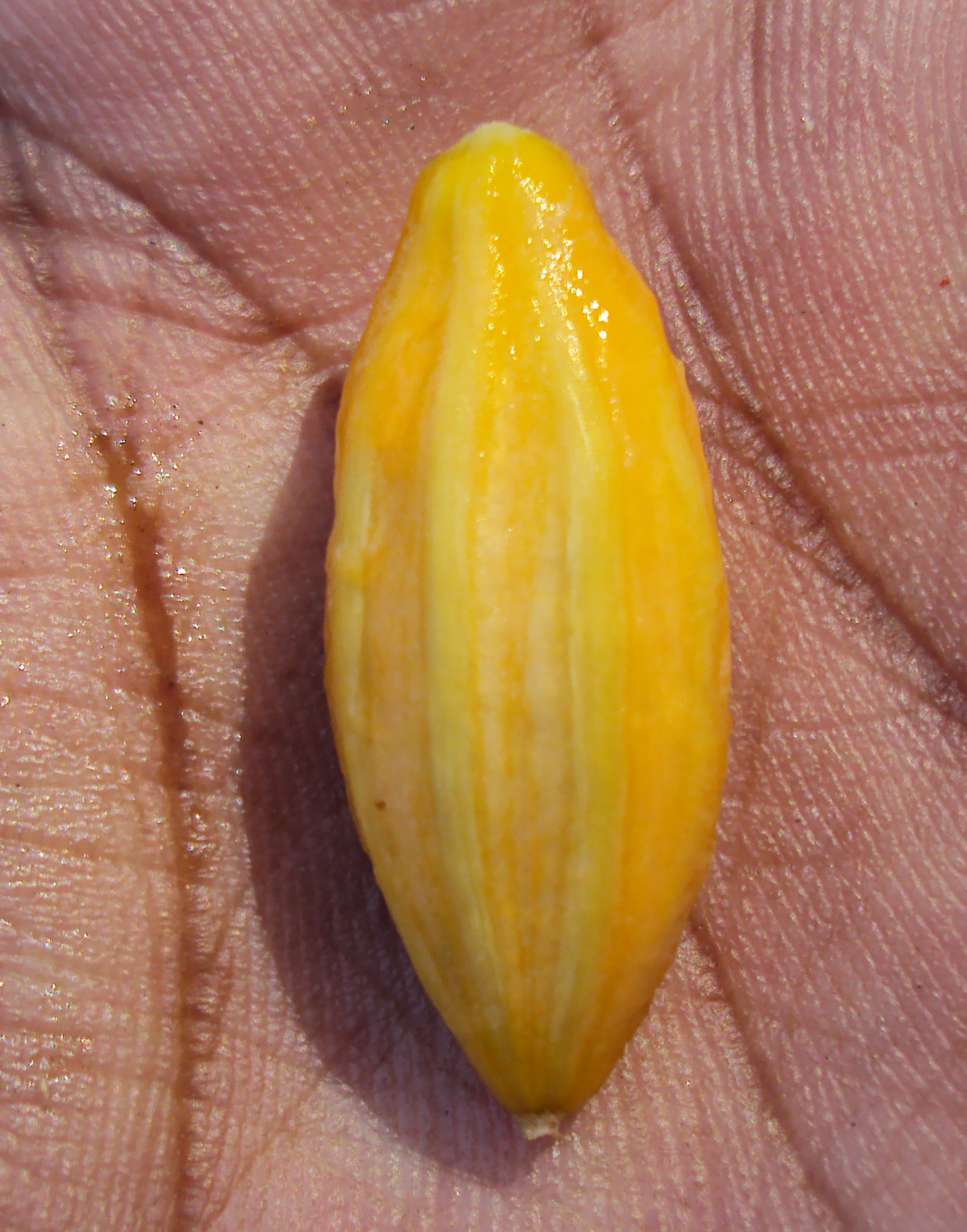
Graine.
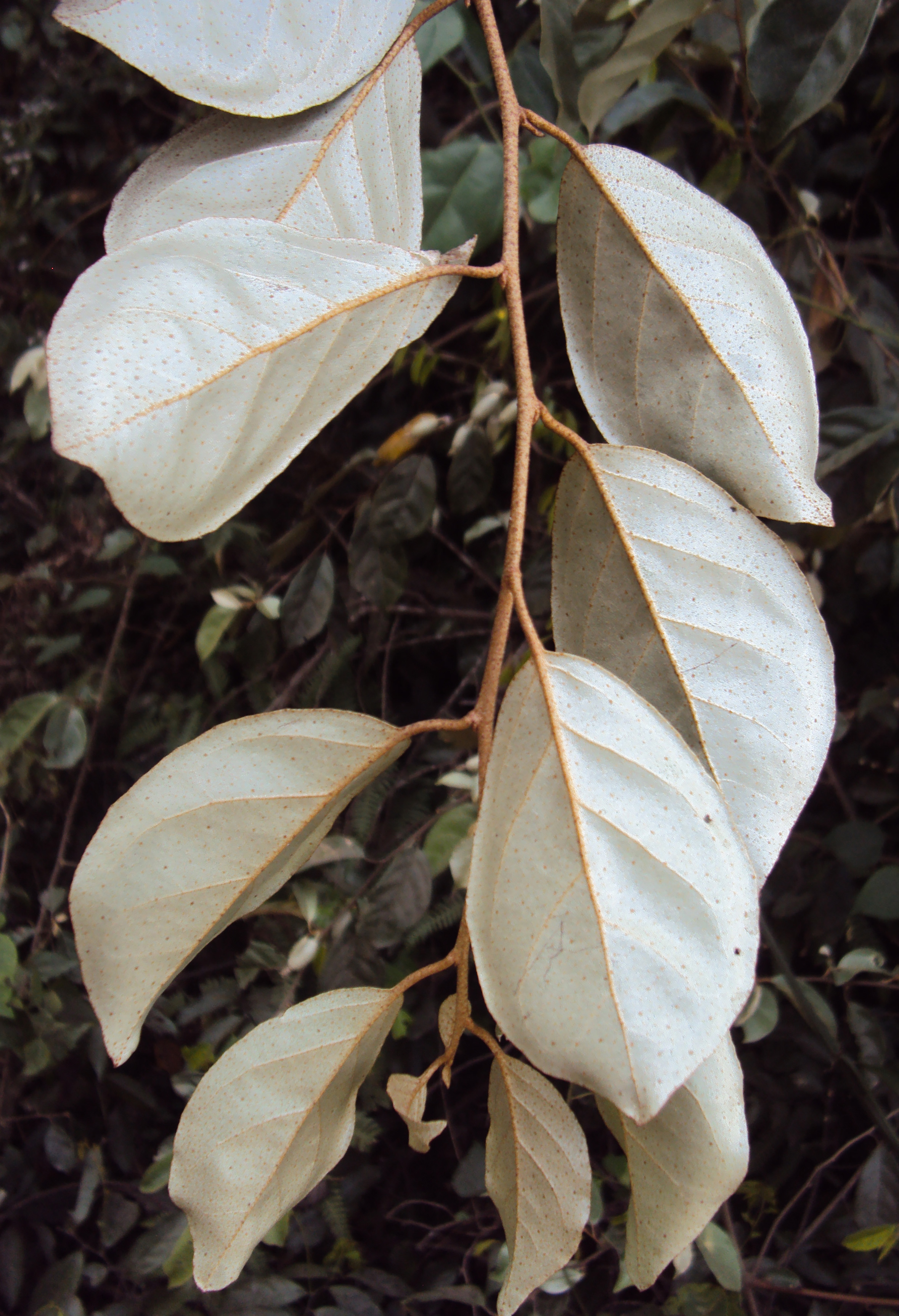
Feuillage.

## Systématique
Le nom correct complet (avec auteur) de ce taxon est Elaeagnus conferta Roxb..
Elaeagnus conferta a pour synonymes :
- Elaeagnus acuminata Link
- Elaeagnus arborea subsp. maculata Servett.
- Elaeagnus arborea var. dendroidea Schltdl.
- Elaeagnus arborea var. maculata Servett.
- Elaeagnus arborea Roxb.
- Elaeagnus breyniastrum Fisch.
- Elaeagnus breyniastrum Fisch. ex Schltdl.
- Elaeagnus conferta subsp. balansae Servett.
- Elaeagnus conferta subsp. dendroidea (Schltdl.) Servett.
- Elaeagnus conferta subsp. euconferta Servett.
- Elaeagnus conferta subsp. javanica (Blume) Servett.
- Elaeagnus conferta subsp. mollis Servett.
- Elaeagnus conferta var. balansae (Servett.) Lecomte
- Elaeagnus conferta var. calcuttensis Servett.
- Elaeagnus conferta var. maculata (Servett.) D.Basu
- Elaeagnus conferta var. malaccensis Servett.
- Elaeagnus conferta var. mekongensis Lecomte
- Elaeagnus conferta var. mollis (Servett.) Lecomte
- Elaeagnus conferta var. pallescens Servett.
- Elaeagnus conferta var. septentrionalis Servett.
- Elaeagnus conferta var. silhetensis Servett.
- Elaeagnus dendroidea (Schltdl.) Schltdl.
- Elaeagnus gaudichaudeana Schltdl.
- Elaeagnus gaudichaudiana Schltdl.
- Elaeagnus grandifolia Bojer
- Elaeagnus grandifolia Bojer ex Schltdl.
- Elaeagnus gussoni Gasp.
- Elaeagnus javanica Blume
- Elaeagnus latifolia Bedd.
- Elaeagnus nepalensis Salm-Dyck
- Elaeagnus spadicea Savi
- Elaeagnus wallichiana Schltdl.